# Aéroport de Peterborough
L'aéroport de Peterborough est un aéroport situé en Ontario, au Canada.